# Ilford Motor Car & Cycle
Ilford Motor Car & Cycle Co. war ein britischer Hersteller von Kraftfahrzeugen.

## Unternehmensgeschichte
Das Unternehmen aus Ilford begann 1902 mit der Produktion von Motorrädern und Automobilen. Der Markenname lautete Regina für die Zweiräder und Ilford für die Autos. 1903 endete die Automobil- und 1915 die Motorradproduktion.

## Automobile
Im Angebot stand nur ein Modell. Ein Einzylindermotor von Motor Manufacturing Company mit 5 PS Leistung war vorne im Fahrzeug montiert und trieb über eine Kardanwelle die Hinterachse an. Das Getriebe verfügte über drei Gänge. Die Karosserie bot Platz für vier Personen. Ungewöhnlich für ein Frontmotorfahrzeug war die Sitzanordnung Vis-à-vis.